# Artabano I
Artabano I (en persa: اردوان دوم‎) o Arsaces IX (también Ardaván I) rey de Partia desde 126 hasta 122 a. C. Fue hermano Mitrídates I  y sucesor de su otro hermano Bagasis tras un breve reinado.
Tradicionalmente se consideraba que Artabano I había sucedido a su sobrino Fraates II de Partia muerto en combate (Marco Juniano Justino 42.2.1) pero la aparición de evidencias numismáticas y epigráficas referentes a Bagasis, sugieren que fue este a quién sucedió en el año 126 a. C.
Recibió un reino en peligro. Si bien Bagasis había conseguido retomar el control de Babilonia y Seleucia del Tigris, expulsando a Espaosines, rey de Caracene, las incursiones árabes y de nómadas desde el oriente afectaban a la estabilidad del reino ya desde tiempos de Fraates II, sobrino de Artabano I. 
Artabano I inició una campaña hacia el sur, contra las regiones rebeldes de Elymaida y el reino de Caracene los cuales se sometieron a vasallaje en enero de 124 a. C. (campaña registrada en Babilonia en el mes VIII-X del año 187 SE). Una nueva campaña ese mismo año consiguió la anexión de Elymaida. El éxito permitió al rey parto emitir monedas en Seleucia del Tigris y Susa celebrando la victoria. 
Posteriormente el rey parto se dirigió hacia Media para repeler ataques de tribus nómadas, atestiguado a través de emisiones monetarias en Raghae y Margiana.
Carecemos de datos sobre el final del rey Artabano I pues los registro de Babilonia para esta época son escasos y están fragmentados. Artabano I emprendió una campaña contra los tocarios, que debió ser en torno a octubre del 122 a. C., fecha del último bronce de Susa que hace referencia a Artabano I.
Al igual que su sobrino Fraates II, murió combatiendo a los tocarios —un grupo que por lo general se identifica con los yuezhi de las fuentes chinas, que había huido desde Gansu, al noroeste de China, vía el río Ili y la región de Issyk-Kul, para luego atravesar Dayuan (valle de Ferganá) e ingresar en Daxia o Bactriana; además, aparentemente invadieron el territorio oriental de Irán:

Bello Tochariis inlato, in bracchio vulneratus statim decedit
Durante la guerra contra los tocarios, fue herido en el brazo y murió de inmediato.
Marco Juniano Justino, Epítome de las Historias filípicas de Pompeyo Trogo, XLII, 2, 2

Tal vez se trate del mismo Artabano que se menciona en Trogo. Artabano I fue sucedido por un posible hijo Arsaces X